# 1456 az irodalomban
Az 1456. év az irodalomban.

## Halálozások
- 1456 – Juan de Mena spanyol író, a reneszánsz egyik előfutára a spanyol irodalomban (* 1411 körül)